# Rufus Henry Laurie
Rufus Henry Laurie, britanski general, * 1892, † 1961.